# Attacus crameri
Attacus crameri is een vlinder uit de familie nachtpauwogen (Saturniidae), onderfamilie Saturniinae.
De wetenschappelijke naam van de soort is voor het eerst geldig gepubliceerd door C. Felder in 1861.

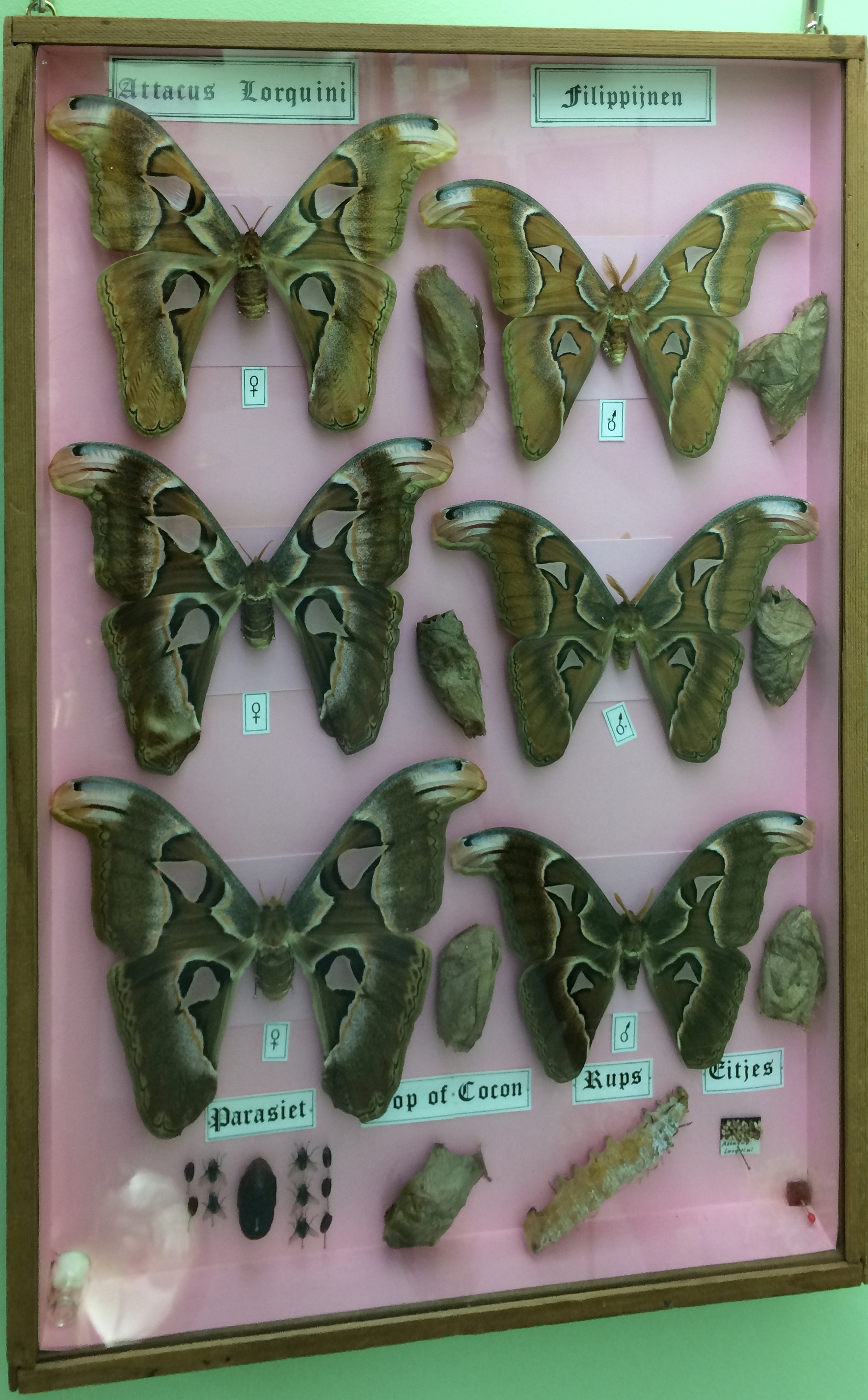
Verzameling vlinders, rupsen, poppen en parasieten